# Hoplophthiracarus parafoveolatus
Hoplophthiracarus parafoveolatus är en kvalsterart som beskrevs av Wojciech Niedbała 2000. Hoplophthiracarus parafoveolatus ingår i släktet Hoplophthiracarus och familjen Phthiracaridae. Inga underarter finns listade i Catalogue of Life.